# Trofeo Almar
El Trofeo Almar (oficialmente Coppa dei Laghi-Trofeo Almar) es una carrera ciclista profesional de un día que se disputa anualmente en los alrededores del Lago Mayor en la Provincia de Varese (Italia), en el mes de julio.
Se comenzó a disputar en 2015 formando parte del UCI Europe Tour, dentro de la categoría 1.Ncup (última categoría del profesionalismo puntuable para la Copa de las Naciones UCI).

## Palmarés
| Año  | Ganador              | Segundo          | Tercero           |
| ---- | -------------------- | ---------------- | ----------------- |
| 2015 | Gianni Moscon        | Mihkel Räim      | Lennard Hofstede  |
| 2016 | Alexandr Kulikovskiy | Dorian Godon     | Riccardo Minali   |
| 2017 | Simone Bevilacqua    | Alessandro Covi  | Aleksandr Vlasov  |
| 2018 | Edoardo Affini       | Alberto Dainese  | Michele Corradini |
| 2019 | Alessandro Covi      | Samuele Zambelli | Martin Marcellusi |

## Palmarés por países
| País   | Victorias |
| ------ | --------- |
| Italia | 4         |
| Rusia  | 1         |